# 版画
版画（はんが）とは、印刷を行う紙以外に、彫刻や細工を施した版を作り、インクの転写・透写等によって複数枚の絵画を製作する技法、またはそれにより製作された絵画のこと。版画はその版の仕組みから大きく4つに分類される。凸版画、凹版画、平版画、孔版画である。また、印刷する版面の種類によって木版画、銅版画、石版画、シルクスクリーンに分類される。例外的に、デジタル版画もある。

## 凸版画
| 版画用プレス機 |  | インクとローラー |
| 版画用プレス機 |  | インクとローラー |

凸版（とっぱん）は、インクをローラーなどで版の出っ張った部分だけに付着させて、版に紙をバレンまたはプレス（版画プレス機）で押しつけて、紙に写し取るという方法である。凸版の製版では、版の出っ張った部分を作る作業を行なう。それを簡単にできるように、版の材料として、加工がしやすい材質の物が好まれる。例えば、木材、ゴム、リノリウムなどが凸版の版の材質としてよく使われる。。
凸版画とは、凸版という方法で印刷された結果の物を指す場合もあれば、凸版の意味で使われることもある。
凸版の製版は、版の出っ張った部分が、原画を左右反転させた鏡像になるようにして、製作する。
凸版画には、木版画、リノリウム板を版材とするリノカット、ごむ版画、芋版画、紙版画などが含まれる。凸版の製版に必要な道具は、比較的安価に入手でき、また販売されている場所も比較的多い。製版の作業も比較的簡単である。

### 木版画

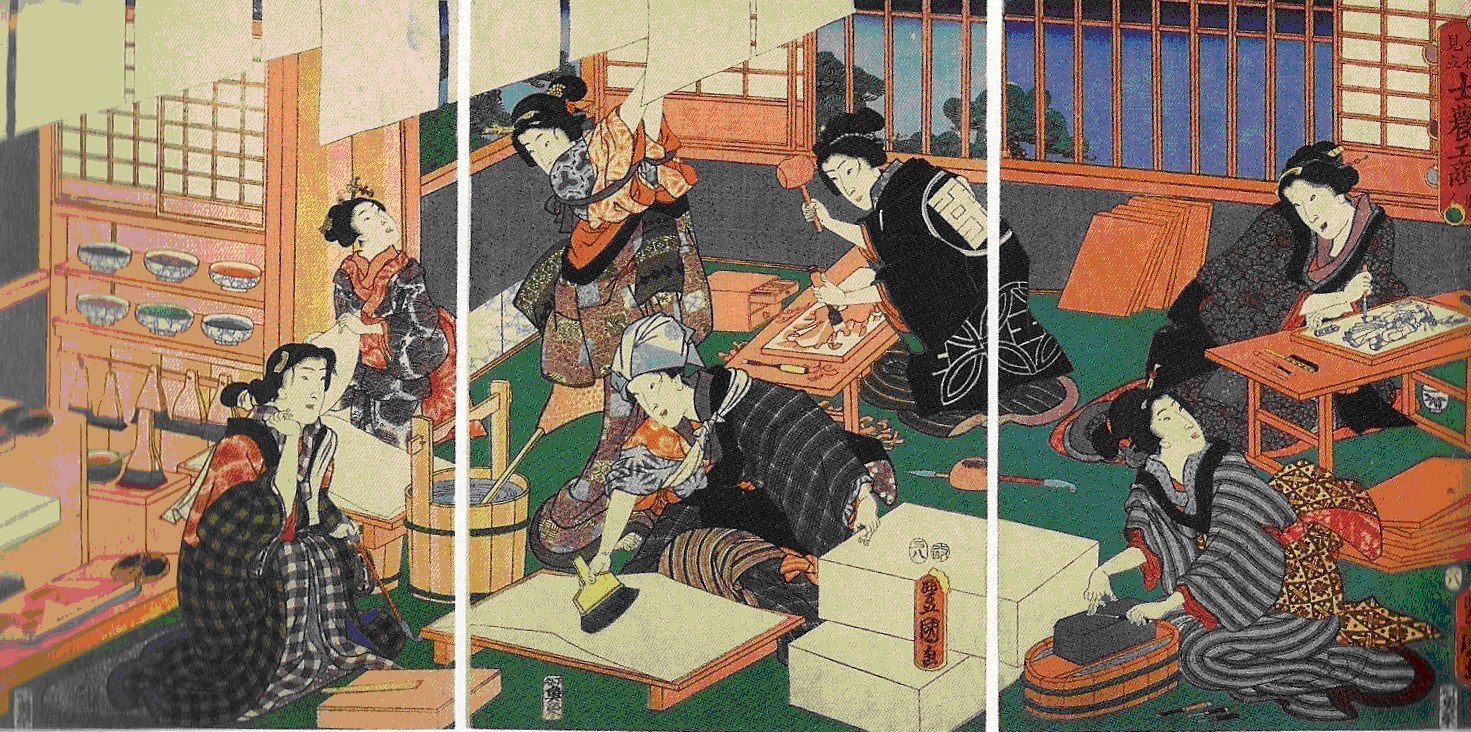
浮世絵に描かれた木版画製作

木版画は、木の板（版木）を版の材料に使う凸版画である。原画のうち、インクを付着させたくない部分に相当する木の板の領域を、彫刻刀で彫って製版する。輪郭線を彫り残す（輪郭線にインクがつく）陽刻法と、輪郭線を彫る（輪郭線はインクがつかない）陰刻法があるが、この二つの方法のどちらも使って作品が作られることは多い。
木材から版木を取る時の向きによって、板目（いため）木版と木口（こぐち）木版に分けられ、前者は主に日本で、後者は西洋で発達した。
江戸時代の日本で盛んに広がり、鈴木春信、東洲斎写楽、葛飾北斎、喜多川歌麿など世界的に知られる浮世絵版画も木版画の一種で、色ごとに版を使う多版多色版画である。浮世絵は板目木版である。
棟方志功は、木版画を「板画」と呼んでいた。

### コラグラフ
コラグラフは、紙を版の材料に使う凸版画である。紙版画とも呼ばれる。台紙に表したいものの形に切った紙などを貼り重ねて製版する。台紙は丈夫な板紙や厚めの画用紙が使われる。画用紙を使う場合は、輪郭を手でちぎって丸い台紙にして用いることもある（『人間の顔』など）。版には、画用紙の他、片ダンボール紙やレースペーパー、凹凸のあるシート類、さらには毛糸・ひも・布・落ち葉など、様々な素材が用いられる。凸版画として扱われることが多いが、版の凹部にインクを盛り凹版画として刷る手法もある。
学校教育では主に小学校低学年で行われる技法である。

## 凹版画

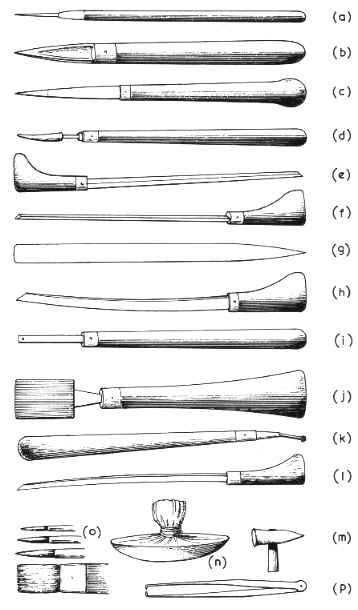
版画彫刻ツール一覧-（a）エッチング針(ニードル)、（b）スクレーパー、（c）および（d）バーニッシャー、（e）グレーバー(ビュラン)、（f）スクーパー、（g）メゾチント用スクレーパー、（h）点描グレーバー、（i）ルーレットメゾチント用、（j）メゾチント用シェーディングツール、（k）メゾチント用ルーレット、（l）ドライポイントグレーバー、（m）ハンマー、（n）「グランド」を塗るためのダバー、（o）ワニスを塗るためのブラシ（ p）キャリパーコンパス(1841年)

凹版画とは、版の凹部で図柄を構成する版画技法である。
西洋美術の世界では、もっとも広く用いられた版画技法であり、とりわけルネサンス期以降、銅を版材とする銅版画において多くの製版技法が開発・蓄積されてきた。平版画や孔版画が未発達であった19世紀以前においては、単に版画といえば、多くの場合に「銅による凹版画」を指していた。銅が高価なため、今日では工業用や教材用としてポリ塩化ビニル板なども用いられるが、美術作品としては依然として銅材によるものが多い。
凹版画の印刷手順はまず、版全体にインクを乗せたのちに、これを布などで拭き、凹部にのみインクを残す。
あとは、この版と紙を重ねて圧力をかければ、凹部のインクが転写されて完成である。
しかし製版の手順は、それほど単純ではない。版の凹部をどう作るかで、いくつかの技法があり、大きく直接法と間接法に分かれている。
版に直接に凹部を刻む場合が直接法、酸などの浸食作用を利用して版面に凹部を作るのが間接法である。単一技法による作品もあれば、併用される場合もある。
ここでは直接法としてエングレービング、ドライポイント、メゾチントを、間接法としてエッチング、アクアチントについて詳説する。

### エングレービングとドライポイント（直接法）

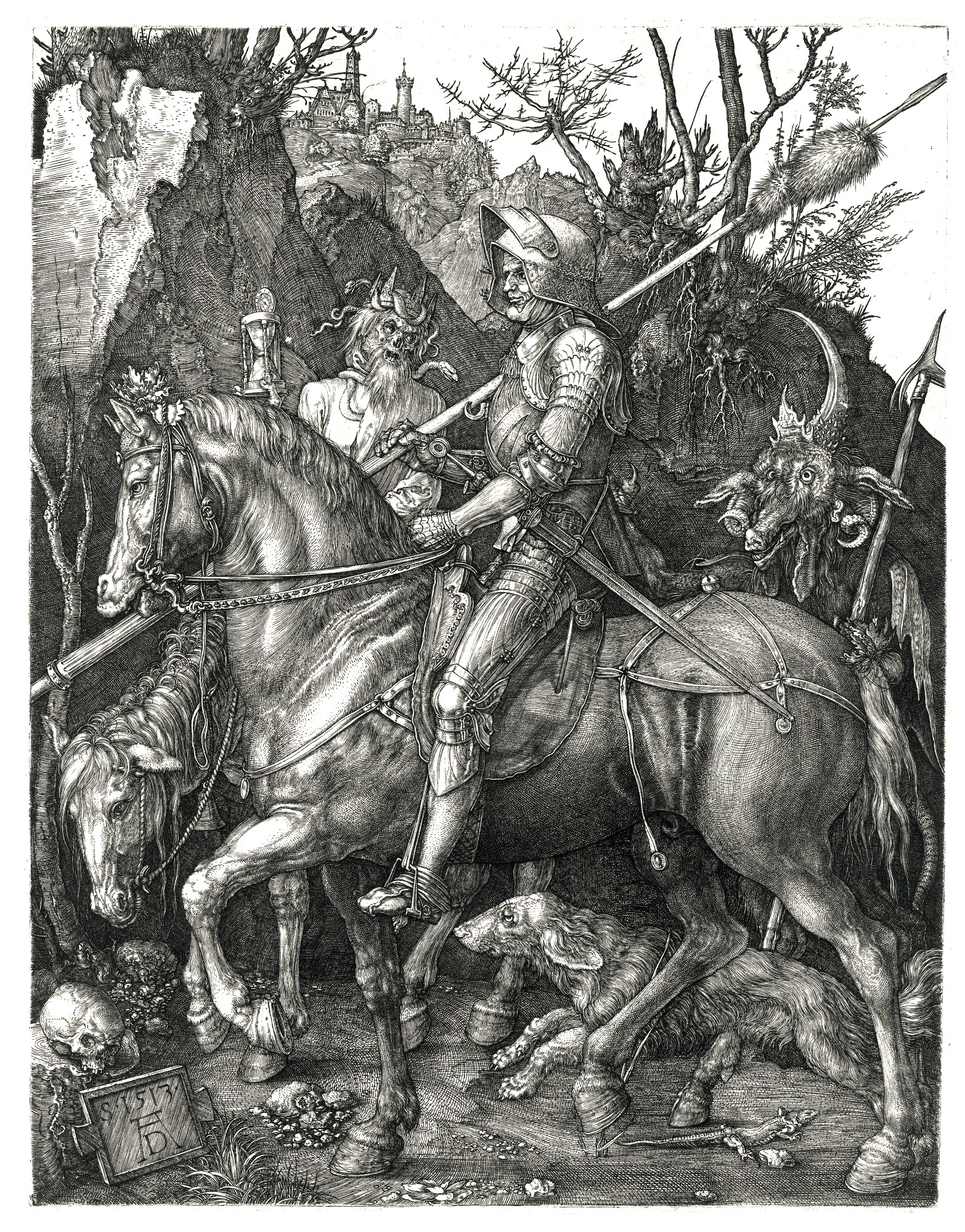
『騎士と死と悪魔』（1513）
デューラーによるエングレービング作品。精緻な彫りなので、この画像の解像度では版画に見えない。

直接法としてまず、エングレービングとドライポイントについて詳説する。
エングレービングでは、ビュランと呼ばれる道具で溝を彫って図柄を作ってゆく。ビュランとは、Ｖ字型の刃をもった彫刻刀（三角刀）のような道具で、その削りくずは彫りだされ、版上には残らない。これに対してドライポイントでは、
先の尖った、きわめて硬度の高いニードルなどで版に線描する。ドライポイントは基本的に版にキズをつけるだけなので、削りくずは線の周辺に突きでたまま残る (ささくれ、まくれ)。
この違いは版の耐久性の違いとなって現れる。
凹版画とは版上の紙に強い圧力をかけてインクを転写する技法である。
エングレービングは凹部以外の版面はフラットなので、多量の印刷を経ても版が劣化しにくい。
紙幣の印刷にエングレービングが用いられるのはそのためである。
ドライポイントの場合は、刷れば刷るほど、線の周辺の突起部が押さえつけられ、次第に線がつぶれてくる。
印刷の少ない版であれば、線の周辺の突起部にわずかにインクが残るため、線に微妙な陰影がつくが、印刷が進むほどに線はより単調に、より弱々しくなっていく。
早い段階での印刷かそうでないかで、作品の印象も、価値も違ってくるのはすべての版画の宿命であるが、ドライポイントはとくにそれが顕著である。
エングレービングとドライポイントの長短は、版の作りやすさという点では逆転する。
エングレービングはかなりの熟練と労力を要する。エングレービングの大家を挙げる場合、しばしばルネサンス期のデューラーまでさかのぼられるが、そもそも美術史上でエングレービングに長じた作家は限られている。
ドライポイントはそれに比べれば、デッサンの技量が確かなら、習熟しやすく、製版時間も短い。
それでも、溝の深さのコントロールや、「ささくれ」「まくれ」による線の陰影まで計算した製版ができるまでには修練が必要である。

### メゾチント（直接法）
エングレービングとドライポイントが線の表現のための技法であるのに対して、メゾチントは面の表現力を深める技法である。
「中間の色合い」を出せるというのが、その名の由来である。
ヨーロッパでまだ写真技術のない頃、肖像版画や細密版画で用いれられ人気があったが、写真の発達とともに省みられなくなり、「忘れられた技法」といわれることもある。
浜口陽三がこの技法を復興したことで知られる。
その製版工程は、これまでの技法と逆である。
エングレービングとドライポイントでは、平面の版に溝を刻むことで図柄を作ってゆくが、メゾチントでは、まず版全体にひじょうに細かな点や線を無数に刻んで、ざらつかせ (これを「目立て」という)、その後にこの「目」を削って平面をつくってゆく。
インクが残るのは当然、削られなかった部分である。
目立てだけを施した段階で印刷にかけると、全面が真っ黒の版画ができる。
ただし、真っ黒とはいえ、それは細かな点や線の集積なので、均一な黒ではなく微妙な陰影が出る。
目立ての粗密を調整すれば面のニュアンスも変わってくるし、また目をならす段階でも、どの程度もとの目を残すかで刷り色の濃淡を調整できる。
エングレービングやドライポイント作品に部分的にこの技法を用いれば、スムーズな階調の影をつけることもできる。
きわめて労力がかかるので (大作だと目立てだけで数ヶ月かかる)、普及に限界のある技法ではあるが、日本には浜口陽三や長谷川潔など、メゾチントを得意とする作家が多い。

### エッチングとアクアチント（間接法）

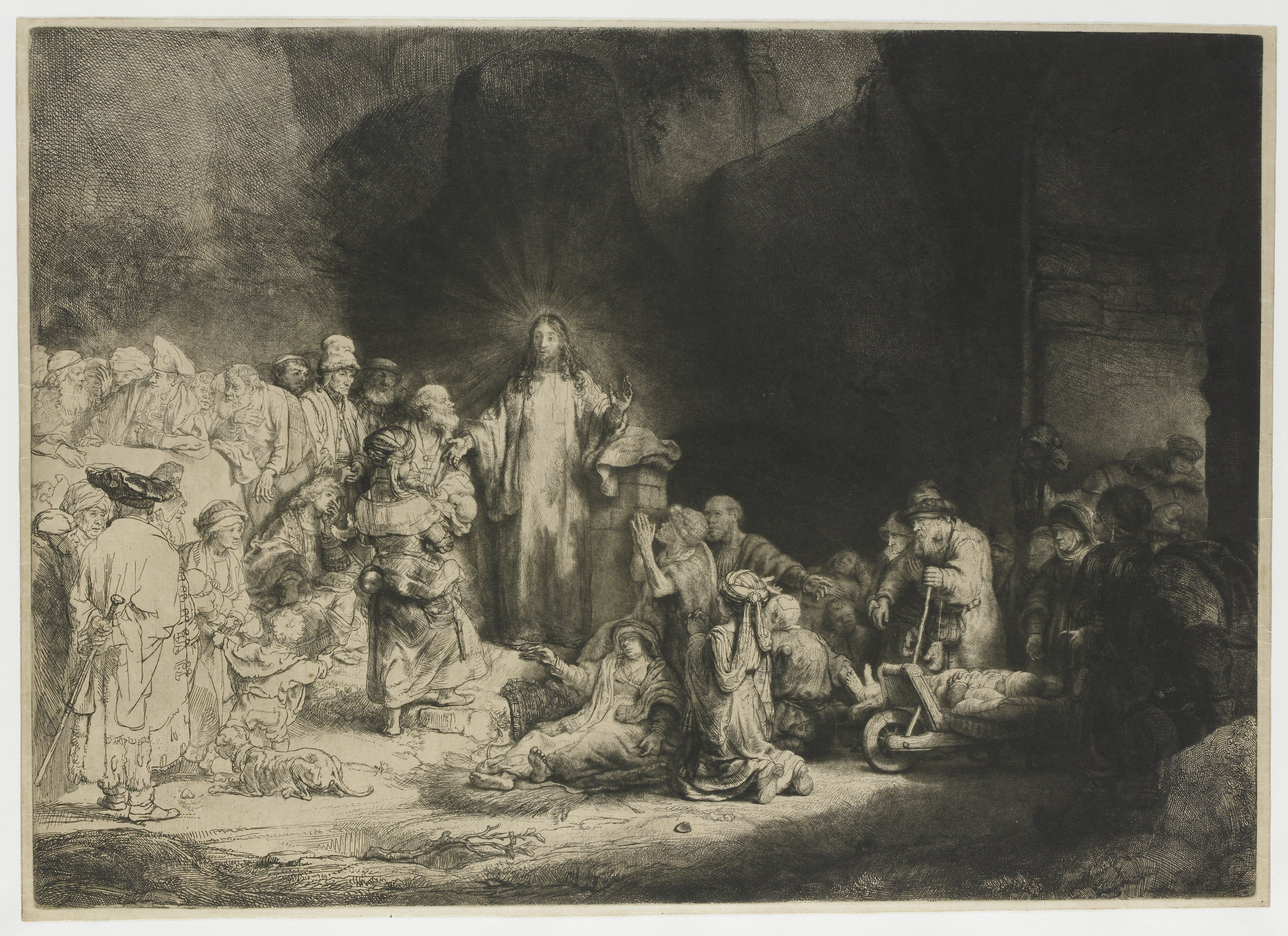
『百フルデン版画』（1647/49）
レンブラントによる混合技法作品（エッチング・ドライポイント・エングレービング）。

間接法としてはエッチングとアクアチントがよく知られている。なお西欧語ではすべての間接法を総称して「エッチング」と呼ぶこともある。
エッチングとは銅版を防食剤で一面にコーティングしたのち、ニードルで線描し、酸に浸して腐食させる技法である。ニードルで防食剤を剥がした部分だけが浸食され、それが版の凹部となる。最後に防食剤を洗い流して版が完成する。
レンブラントはエッチングを好んで制作した最初期の作家であり、ほかの銅版画技法と併用するなど、意欲的にその表現可能性を拡大した。
凹版画のなかでは特殊な技能をもっとも必要としない技法なので広く普及している。
有名画家が「手ごろな」価格の作品を提供するためにエッチングを手がけることも多い。
そうした場合に腐食の工程にまで画家が関与するかどうかは画家のこだわり次第で、「職人任せ」の場合もある。ただし、腐食の時間を長くするとより深い溝になってはっきりした線になり、短くすると淡い調子になるなど、工夫次第で複雑な描画ができるので腐食の工程はけっして単純作業ではない。
近年では薬液を用いない乾式エッチングも開発が進んでいる。
エッチングが線の表現技法であるのに対して、アクアチントは面の表現技法である。
エッチングの場合は、版面に塗られた防食層を剥がしてその部分を腐蝕することで図柄を作るが、アクアチントは防食剤（松脂）を粉末状にして、銅版面が半分ほど露出する程度に銅版に振りかける。松脂が降りかかった銅版を裏から熱して銅版に定着させ、腐蝕液で腐蝕する事によってざらざらな面をつくる。
濃淡は腐蝕の時間で調節する。また、松脂を振りかける量でもニュアンスが変わってくる。
メゾチントの場合と違って、防食と腐蝕の二つの工程が余分に介在しているため、版面の仕上がりをコントロールするのはより難しい。
単独で用いられるよりも、他の線描技法と併用されることの方が多い。
水彩画のようなぼかし、にじみをつけるときによく使われたので、その名がある。
アクアチントの応用技法とされるものにシュガー・アクアチントがある。
これは、水が半偶発的に作る形状を定着させる技法であり、飛沫や水玉など特殊な模様をつけるためにもよく用いられる。
その工程はまず、銅版面に砂糖水を撒いたり、筆で広げたりして模様を作ることから始まる。
続いて、砂糖水を乾かして定着させ、そのうえから防食剤を塗り重ねる。
これを温水に浸すと、砂糖のうえの防食剤は砂糖が溶けるとともに剥がれ落ち、版面が露出する。
あとはこれを腐蝕の工程にかければ砂糖水による模様が版面に刻まれる。
場合によっては腐蝕の前に他の間接法が施される。
水溶性のものであれば砂糖でなくとも代替できるが、砂糖はその濃度を調整すると適度に粘り気が出て模様をコントロールしやすいし、なにより安価である。

## 平版画（リトグラフ）
平版画とは石版画、リトグラフと呼ばれているもので、油が水をはじく原理を利用している。1798年頃、アロイス・ゼネフェルダーが偶然に原理を発見し、以降ロートレックなどの画家が斬新で芸術性の高いポスターをこの方法で描いた。以前は巨大な石に描いていたが、近年は扱いやすいアルミ板を使うことが多い。専用のアルミ板などに油分の強いチョーク、クレヨン、油性のペンシル（ダーマトグラフ）などで描き、アラビアゴムや薬品を塗って、版を作る。注意する点は版にインクを塗る際、版が常に水で濡れていなければならないことである。紙に刷る度に、インクと水分が紙に移るので、版にインクを盛る前に必ず水で版を濡らす必要がある。そうしないとすぐに白いままにしておきたい部分にインクが付いてしまい、版が駄目になる。

## 孔版画
孔版画（こうはんが, 英: screenprinting または 英: serigraphy）とは、インクが通過する穴とインクが通過しないところを作ることで製版し、印刷する技法。「孔」とは「突き抜けた穴」の意味である。 孔版画にはたくさんの種類の技法が存在するが、特に歴史が長く、よく知られているものは、ステンシルとシルクスクリーンである。スクリーンは、英語の 英: screen が語源で、細かい穴がたくさんある布状の網目のシートのことである。昔は絹の布が孔版画の版の材料として使われたが、現在ではさまざまな材質のスクリーンが使われる。糸と糸の間の隙間がある絹の布は英語で silk screen （シルク・スクリーン）だが、silk screen を使った孔版画は英語で silk screen printing （シルク・スクリーン・プリンティング）と言う。しかし、現代は絹は孔版画に使われないので、孔版画の技法や日本語で言うところのシルクスクリーンの技法は、英語で screen printing （スクリーン・プリンティング）または serigraphy （セリグラフィ）と言う。screen print または serigraph とは、 screen printing または serigraphy と呼ばれる版画の技法を使って作られた版画作品を呼ぶ言葉である。
もし「印刷」の意味に製版の意味を含まず、紙の上にインクを付ける、狭義の意味だとすれば、孔版画の製版の方法にはたくさんの種類があるが、印刷の方法の種類は少ない。孔版画の典型的な印刷方法は、製版された版のスクリーンと紙を密着させ、スクイージー（英: squeegee）でインクをスクリーンの穴を通して紙へ押し出すというものである。
孔版画の製版の方法の例として、切り抜かれた型紙をスクリーンに貼るカッティング法、スクリーンに感光によって固まる乳剤を塗り、光を通す部分と通さない部分を描いた原画をスクリーンに合わせて露光して製版する直接法、特殊な描画材で描いた上に乳剤を塗って描画材の部分のみを剥離させる直間法、露光でスクリーンに定着する感光乳剤を利用する写真製版法などがある。
孔版画の他の種類の技法として、謄写版、ペーパースクリーン版画、コロジオン版画または毛筆謄写版と呼ばれるもの、プリントゴッコまたは新孔版画と呼ばれるもの、サン描画スクリーン技法などがある。
詳しくは、シルクスクリーンを参照。

## デジタル版画
スキャナやデジタル写真などでコンピュータに取り込んだ画像や、グラフィックソフトウェアで作成、編集した画像を、大型のインクジェットプリンターなどで出力した芸術作品。ジクレー（ジークレー）、デジタル・リトグラフとも言う。

## 美術品としての版画
版画作家によって制作される商業的な版画作品は、油彩画などと異なり、一回の作成で作られた版から何点かの作品が一度に刷られる。刷られる部数は作品や作家によってまちまちであり、美術品としての価値を鑑定した上で、作家とプロデュースする関係者によって決められる。

### オリジナル版画
版画作家自らがたずさわった作品はオリジナル版画と呼ばれる。日本の版画画商団体である日本現代版画商協同組合では、オリジナル版画について以下のように定義している。
1. 版画を制作する目的で、作家が下絵を描き、作家自身が木版、銅版、石版、孔版などを自刻（製版）したもの。
2. 作家自身が自分の手で刷ったり機械（プレス）にかけて刷ったりした作品、もしくは作家の監督下で職人がその指示どおり刷ったもの。
3. 完成した作品の一枚一枚を作家が容認したもの、もしくは職人が製版し、刷り上がった作品を作家自身が容認したもの。
4. 完成した作品の版面左下に限定番号（エディション・ナンバー）を、右下に自筆署名したもの（例外もある）。
5. あらかじめ決めた限定部数を刷り終わった版には、斜線一本か〆印を入れ、あるいは版に穴をうがつなどして、原版を廃版（レイエ）する。

### エスタンプ
エスタンプは、オリジナルの作者または権利者の了解を得たうえで、オリジナル作品を原画として第三者の手によって版画の技法を用いて制作された版画作品である。エスタンプには余白部にそれと分かる刻印などが付く場合もあるが、オリジナルと見分けが付きにくいものも多い。エスタンプも部数が限定されており、オリジナル版画をしのぐ市場価値を持つ作品もある。